# Marjorie Rambeau
Marjorie Rambeau (São Francisco, 15 de julho de 1889 – Cathedral City, 6 de julho de 1970) foi uma atriz de teatro e cinema norte-americana.

## Morte
Morreu em 1970 em sua casa em Palm Springs e foi sepultada no Desert Memorial Park em Cathedral City, Califórnia.

## Filmografia selecionada
- The Greater Woman (1917)
- Motherhood (1917)
- The Debt (1917)
- Mary Moreland (1917)
- National Red Cross Pageant (1917)
- The Fortune Teller (1920)
- Her Man (1930)
- Min and Bill (1930)
- The Easiest Way (1931)
- Strangers May Kiss (1931)
- Hell Divers (1932)
- The Warrior's Husband (1933)
- Ready for Love (1934)
- Merrily We Live
- The Rains Came (1939)